# Ludwig von Wohlgemuth
Ludwig von Wohlgemuth (Ludwig Baron Wohlgemuth), (n. 25 mai 1788, Viena, Monarhia Habsburgică – d. 18 aprilie 1851, Pesta, Regatul Ungariei) a fost un general austriac, comandor al Ordinului Maria Terezia. 

## Biografie
La vârsta de opt ani a început cursurile Academiei Militare Tereziene.
În 1844 a fost numit general-maior și brigadier al Corpului I Armatei din Milano. În anul revoluționar din 1848, Wohlgemuth s-a distins în timpul celor Cinci Zile de la Milano și a acoperit retragerea lui Radetzky și a luat poziție la Goito.
Wohlgemuth a fost guvernator al Transilvaniei între anii 1849-1851.
A murit în 1851, în timpul unei călătorii de la Budapesta la Viena.